# Salinas (Salinas)
Salinas es un barrio-pueblo ubicado en el municipio de Salinas en el estado libre asociado de Puerto Rico. En el Censo de 2010 tenía una población de 2.453 habitantes y una densidad poblacional de 2.058,93 personas por km².

## Geografía
Salinas se encuentra ubicado en las coordenadas 17°58′46″N 66°17′47″O / 17.97944, -66.29639. Según la Oficina del Censo de los Estados Unidos, Salinas tiene una superficie total de 1.19 km², de la cual 1.19 km² corresponden a tierra firme y (0.22%) 0 km² es agua.

## Demografía
Según el censo de 2010, había 2.453 personas residiendo en Salinas. La densidad de población era de 2.058,93 hab./km². De los 2.453 habitantes, Salinas estaba compuesto por el 70.44% blancos, el 14.51% eran afroamericanos, el 0.29% eran amerindios, el 0.24% eran asiáticos, el 9.29% eran de otras razas y el 5.22% pertenecían a dos o más razas. Del total de la población el 98.61% eran hispanos o latinos de cualquier raza.